# جاك كينغ (دراج)
جاك كينغ (بالإنجليزية: Jack King)‏ هو دراج أسترالي، (و. 1897 – 1983 م).

## وصلات خارجية
- جاك كينغ على موقع أوليمبيديا (الإنجليزية)